# Trinité - d'Estienne d'Orves (metrostation)
Trinité - d'Estienne d'Orves is een station van de metro in Parijs langs metrolijn 12 onder de rue de Châteaudun in het 9e arrondissement. Het station draagt dezelfde naam als het erboven gelegen plein en is genoemd naar de Trinité-kerk die zich op het plein bevindt, en de oorlogsheld Estienne d'Orves (1901 - 1941).
Mairie d'Aubervilliers · Aimé Césaire · Front Populaire · Porte de la Chapelle · Marx Dormoy · Marcadet - Poissonniers · Jules Joffrin · Lamarck - Caulaincourt · Abbesses (metrostation) · Pigalle · Saint-Georges · Notre-Dame-de-Lorette · Trinité - d'Estienne d'Orves · Saint-Lazare · Madeleine · Concorde · Assemblée nationale · Solférino · Rue du Bac · Sèvres - Babylone · Rennes · Notre-Dame-des-Champs · Montparnasse - Bienvenüe · Falguière · Pasteur · Volontaires · Vaugirard · Convention · Porte de Versailles · Corentin Celton · Mairie d'Issy